# 한국GM 라보
한국GM 라보(GM Korea Labo)는 한국지엠의 경상용 트럭으로, 1991년부터 2021년까지 장수했던 차종이었다. 차명 '라보'는 라틴어 laboratorius(laborable, '일할 수 있는')에서 파생된 중세 라틴어 laboratorium 또는 후기 라틴어 laborator(worker, '노동자')에서 유래한 말이다. 또 영어, 스페인어에서 '노동하다'의 뜻인 labor, laborar에서 가져온 이름이다.

## 1세대(DA51/DB51)

### 라보 (1991년8월~2007년1월)

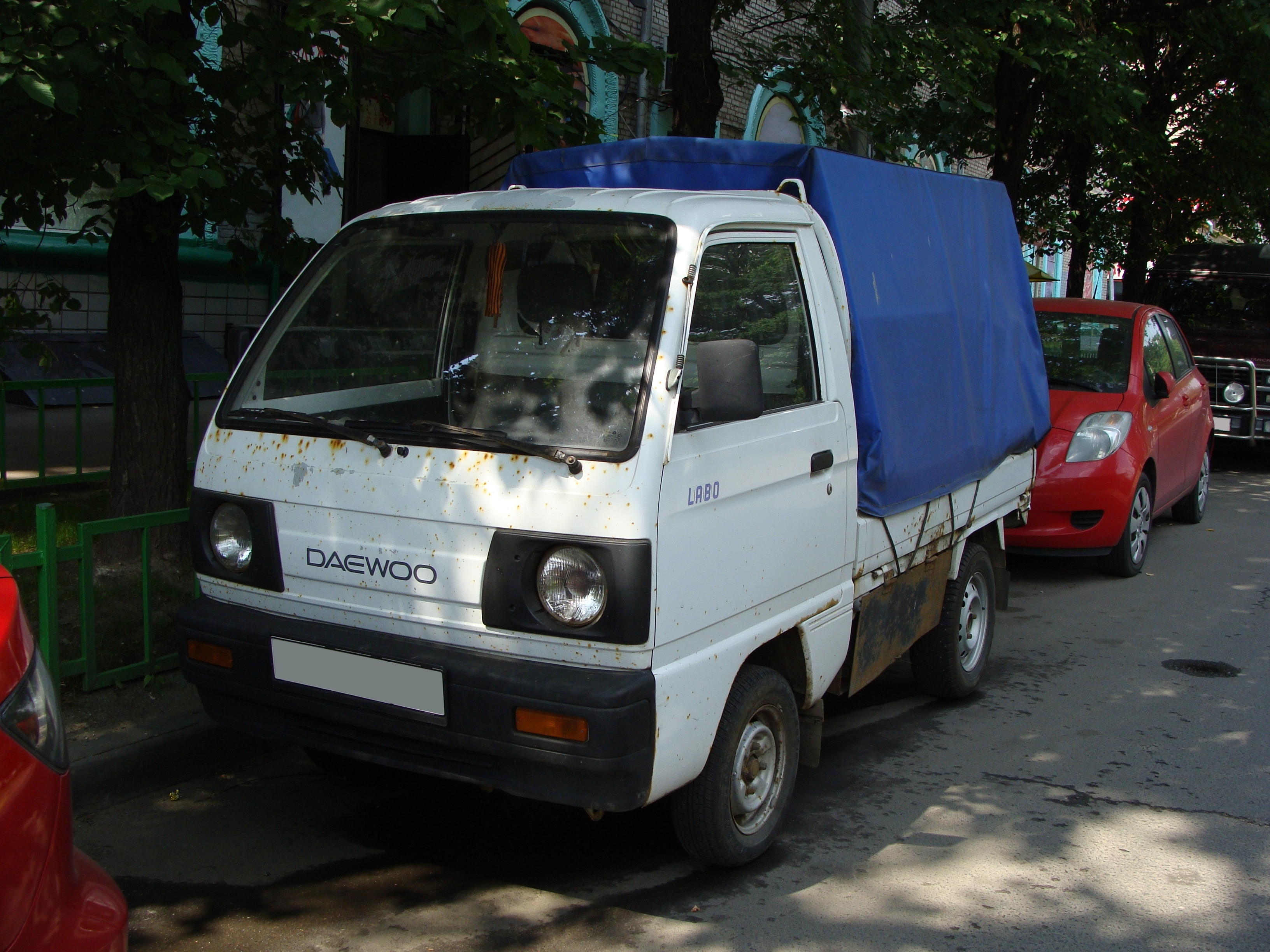
대우 라보 (전기형) 정측면

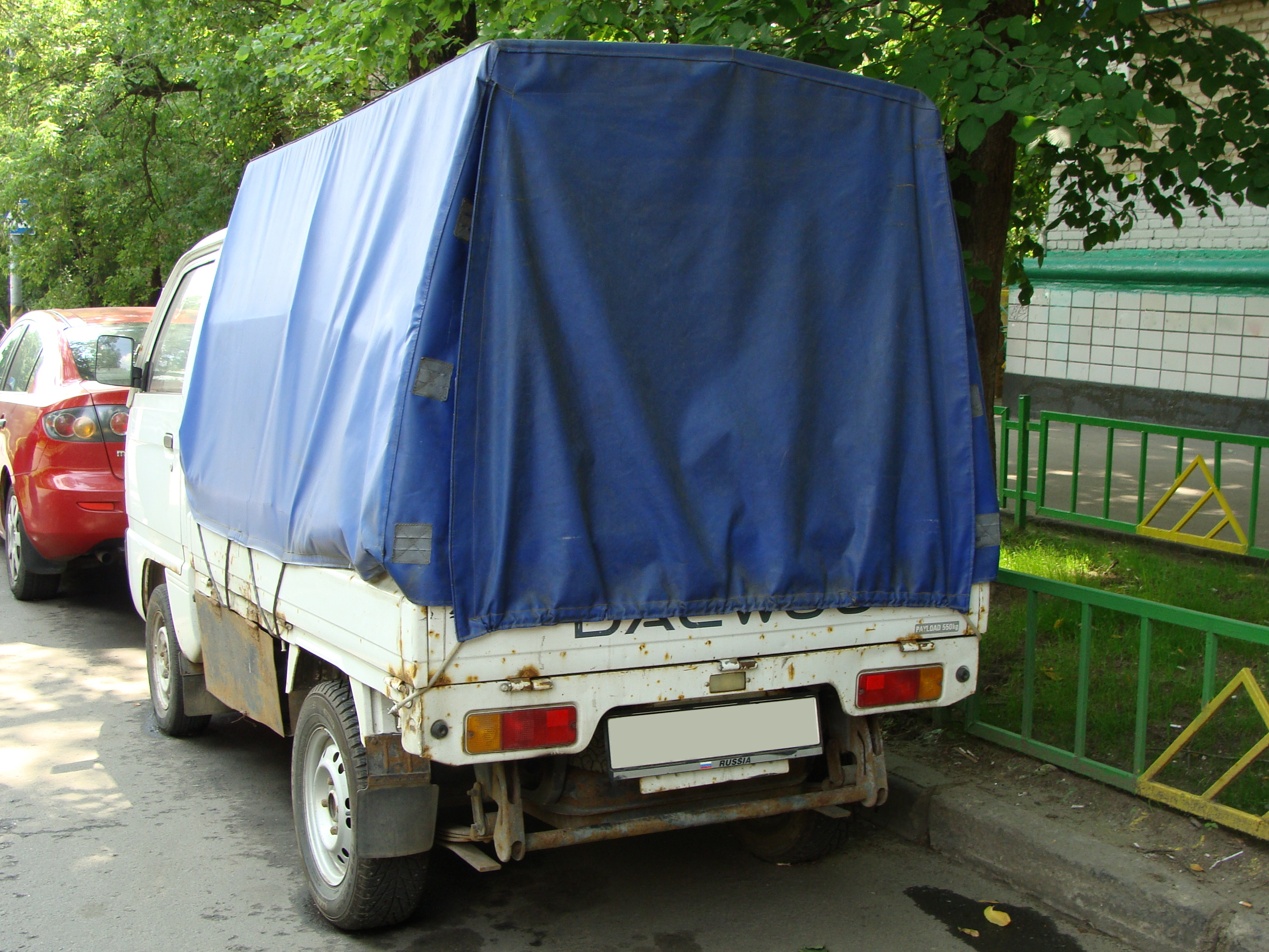
대우 라보 (전기형) 후측면

1991년 8월에 출시된, 스즈키 캐리 제 8세대 모델(DA형)을 베이스로 하였다. 1991년 당시 357만 원이었다. 출시 당시에는 헬리오스 가솔린 엔진만 적용되었으나, 1993년 4월에 LPG 엔진이 추가되어 추후에는 LPG 엔진만 장착되었다. 티코의 3기통 엔진을 베이스로 하였으나, LPG 연료의 자체 특성으로 인하여 38마력으로 성능이 낮아졌다. 1995년 4월에 페이스 리프트를 거쳐 헤드 램프가 원형에서 사각형으로 바뀌었다.

### 뉴 라보 (2008년6월~2021년5월)

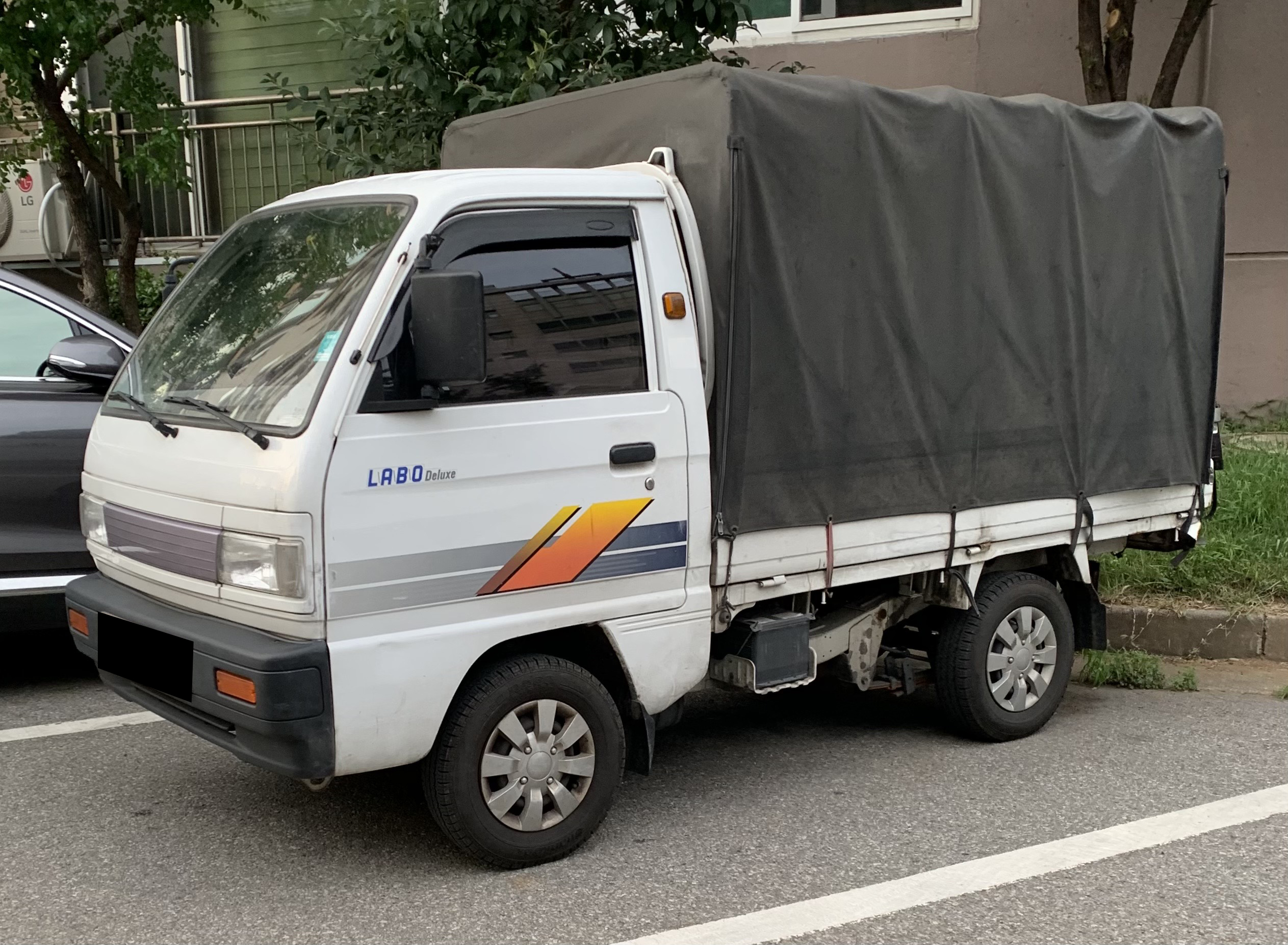
한국GM 뉴 라보 정측면

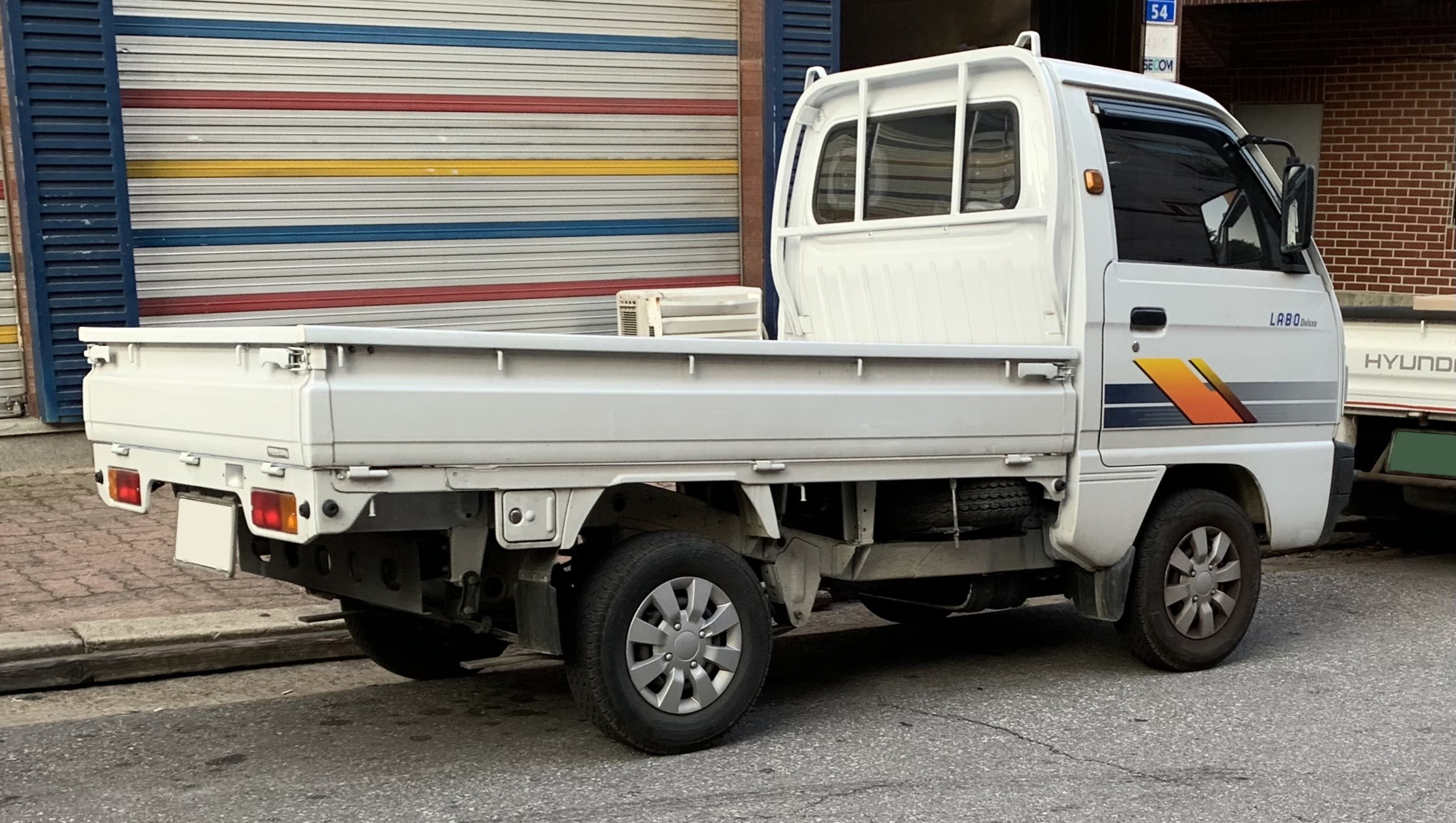
한국GM 뉴 라보 후측면

2007년 1월에 높아진 환경 기준 미달로 다마스와 함께 잠시 생산이 중단되었으나, 2008년 6월부터 이를 만족시키는 LPGi 엔진을 장착하여 다시 생산이 시작되었다. 2011년 3월부터는 한국지엠의 쉐보레 브랜드 런칭과 함께 별도의 엠블렘이 없이 판매되었다. 2013년 1월에 한국지엠은 대한민국의 배기 가스 규제를 맞추기에는 차량 설계와 개발 과정에 있어 어려움이 예상되어 다마스와 함께 후속 차종 없이 단종할 계획을 발표하였으나, 소상공 업계의 생산 재개 요청이 이어졌다. 결국 국토교통부는 안전 기준을 6년간 유예하고, 환경부는 배출 가스 자기 진단 장치 의무 부착을 2년간 유예하여 2014년 8월부터 다시 생산이 이루어졌다. 다마스와 마찬가지로 쉐보레 엠블럼을 달고 있지 않지만, 쉐보레 영업소에서 구매할 수 있었다. 2021년 1분기에 안전 규제와 배기가스 기준 미달로 다마스와 함께 생산을 중단하였으며, 재고처리 후 5월에 단종되었다. 단종 후 같은 해 9월에 JJ모터스가 라보를 기반으로 한 전기자동차인 브라보를 출시했다.

## 미디어 속의 라보

### 드라마
- 봄의 왈츠에서는 박은영(한효주 분)의 차량으로 라보 롱카고 SUPER(순백색) 모델이 등장한다.
- 오케이 광자매에서는 오탱자(이보희 분)의 차량으로 라보 롱카고 파란색 차량이 등장한다.

## 같이 보기
- 한국GM 다마스